# Malcolm (klan)

Klanens vapenemblem.

Malcolm är en skotsk klan. Som alla andra klaner hade även Malcolm ett eget kiltmönster och man bar, framförallt till strider, rönnbär fastsatta på basker för att känneteckan sin klan.